# Eulaema cingulata
Eulaema cingulata är en biart som först beskrevs av Fabricius 1804.  Eulaema cingulata ingår i släktet Eulaema, tribus orkidébin, och familjen långtungebin. Inga underarter finns listade.

## Bildgalleri

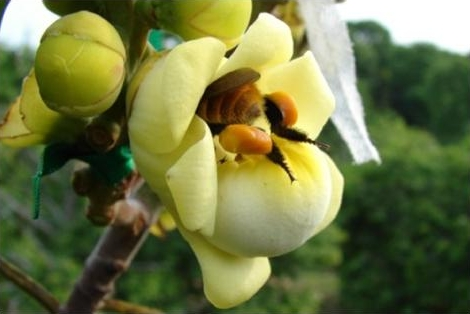